# Califatul Omeiad
Califatul Omeiad, Califatul Ummayyad sau Califatul de la Damasc (în arabă الخلافة الأموية, trans. Al-Ḫilāfa al-ʾumawiyya) a urmat primului califat din istorie, numit Califatul Rashidun condus de cei patru califi Rashidun sau "ortodocși". Dinastia omeiadă a domnit între anii 661 și 749/750, dezvoltând o monarhie ereditară și absolutistă.

## Califii Omeiazi
- Muawiya ibn Abi Sufyan  (661-680)
- Yazid I (680-683)
- Muawiya al II-lea (683-684)
- Marwan I (684-685)
- 'Abd al-Malik (685-705)
- al-Walid I (705-715)
- Sulayman (715-717)
- 'Umar ibn 'Abd al-'Aziz (717-720)
- Yazid al II-lea (720-724)
- Hisham (724-743)
- al-Walid al II-lea (743-744)
- Yazid al III-lea (744)
- Ibrahim (744)
- Marwan al II-lea (744-750)

## Origini
Dinastia Omeiadă face parte din tribul Quraysh ce a dominat Mecca înaintea islamului și din care face parte însuși Profetul Muhammad (Mohamed). Au fost numiți în acest mod după un strămoș de-al lor, Umayya, fiu al lui Abd Shams și frate, dar în același timp rival, al lui Hashim, ascendent atât al Profetului, cât și al familiei 'Abbasizilor, ce va încheia mai târziu califatul omeiad.

În vremea Profetului, familia a devenit bogată și a câștigat din ce în ce mai multă putere, ca într-un final să îi urmeze acestuia, recunoscând islamul abia spre sfârșitul vieții lui Muhammad, când victoria acestuia era evidentă.

Primul din linia dinastiei a fost Mu'awiya ibn Abi Sufyan I (661-680), general considerat ca preluând funcția de calif in urma morții lui Ali, in 661. Pentru următorii nouăzeci de ani, toți califii vor fi descendenți ai lui Umayya, în contradicție cu tradiția musulmană ce susține că principiul eredității nu justifică alegerea califului, ci acesta trebuie să merite și să fie ales după o serie de dezbateri.
Califii omeiazi pot fi grupați în două categorii: 

I - Sufyanizii, nume preluat de la tatăl lui Mu'awiya, Abu Sufyan, din această grupare făcând parte Mu'awiya, fiul său Yazid I și ce de-al doilea fiu al său ce i-a urmat calea, Mu'awiya al II-lea

II - Marwanizii, nume preluat de la Marwan ce îi desemnează pe descenenții acestuia, sunt reprezentați de toți califii ce au urmat în dinastia omeiadă.

## Caracteristici ale califatului omeiad

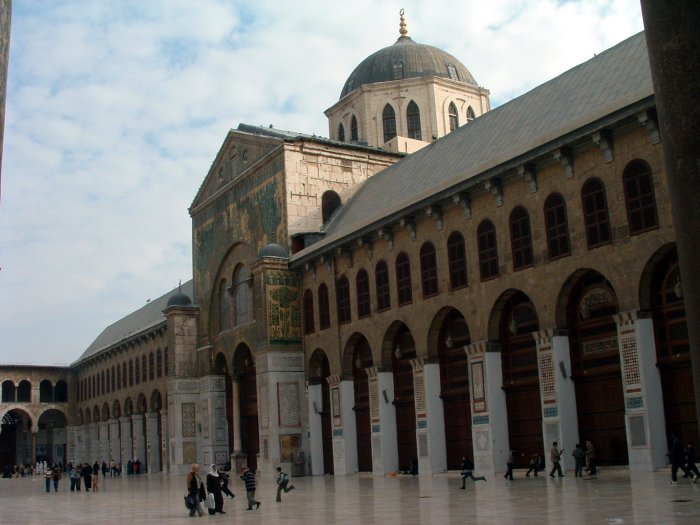
Moscheea Omeiazilor din Damasc

Odată cu Mu'awiya, califatul patriarhal a luat sfârșit și s-a instalat o nouă formă de guvernare, monarhia ereditară, ce va schimba cu totul statutul monarhului. Califul devine conștient de puterea sa de conducător al imperiului și este hotărât să-și facă cunoscute aptitudinile și importanța tuturor celor din jur. 

Spre deosebire de califii anteriori, el se distanțează de popor, își creează o barieră formată din importanți oameni ai curții, apare la rugăciunile publice de vineri escortat de gărzi de corp și de un anumit alai. Spre deosebire de instituția califilor anteriori, numiți Rashidun, califatul actual a fost caracterizat de o conducere rigidă, absolutistă.

Către sfârșitul domniei sale, Mu'awiya îi convinge pe cei de datorie să îl recunoască pe fiul său, Yazid, drept următorul calif, astfel introducând succesiunea ereditară.

Perioada de domnie a lui Mu'awiya a fost caracterizată prin pace în interiorul statului, prosperitate dar și prin cuceriri militare. În ceea ce privește arabii, aceștia aveau un grad de civilizație foarte dezvoltat și erau obișnuiți cu o formă de guvernământ centralizată. Chiar dacă exista o varietate de culturi și religii, pacea persista în teritoriu.

Un moment important a fost constituit de mutarea capitalei la Damasc și deschiderea porților comerțului cu estul, în momentul căderii frontierelor între imperiul bizantin și imperiul persan.

Mu'awiya a creat o armată puternică, formată din soldați sirieni, și o flotă importantă cu care a reușit să mențină pacea, dar și să cucerească teritorii. Cu toate acestea, încercarea sa din 54/674 de a cuceri Constantinopolul a eșuat.

După moartea lui Mu'awiya în 680, a urmat la tron fiul său Yazid, însă această încoronare nu a fost lipsită de comentarii și chiar de răsculări împotriva succesiunii pe bază de ereditate. Revoltele au avut ca principal aspect motive religioase și astfel s-a încercat detronarea și totodată încheierea dinastiei omeiazilor, întrucât fiecare dintre conducătorii revolteor încerca să demonstreze viabilitatea sa în fruntea califatului. Însă, cu ajutorul unei bune strategii, Yazid a reușit să-și mențină poziția de calif timp de 3 ani.
Perioada umayyadă a cunoscut formarea unei noi societăți de tip islamic și a unei identități arabe diferite, întrucât acum devine din ce în ce mai puțin importantă separarea care s-a făcut încă de la începuturile construcției ideii de identitate arabă și anume arab-nearab, musulman-nemusulman. Acum arabii și nonarabii încep să se asimileze, iar ceea ce poate fi identificat drept musulman sau arab să domine atât cutura înaltă, cât și pe cea de zi cu zi. Până la sfârșitul perioadei umayyade întreg teritoriul adoptă un alt fel de civilizație arabă decât cea anterioară.

Convertirea la islam a celor cuceriți ori a celor care făceau parte din teriroriul umayyad nu era impusă însă, în momentul în care se dorea, se cunoștea foarte bine faptul că identitatea arabă și identitatea islamică nu pot fi separate. În concluzie, pentru a deveni musulmană, o persoană trebuia în primul rând să fie de identitate arabă, identitate ce se câștiga devenind "clientul" (mawla) unui "patron" arab. Fiecare dintre cei doi actanți avea beneficii și îndatoriri în urma acestui act. În ceea ce îl privește pe client, acesta nu mai era nevoit sa plătească taxele fiscale către autoritățile umayyade.

Califatul umayyad și-a extins foarte mult teritoriile datorită campaniilor susținute din Asia Centrală până la Atlantic. Teritoriile cucerite erau controlate de un sistem bazat pe guvernatori și colectori de taxe ce susțineau elita arabă.

În jurul anului 700, araba este adoptată ca limbă oficială a administrației, se introduce un nou sistem monetar, se adoptă un nou stil arhitectural, fiind construite o serie de moschei mari ce reușeau să facă față numărului tot mai mare de credincioși (la Damasc, Alep, Medina, Ierusalim etc.).

## Căderea califatului omeiad
Proporțiile pe care califatul le-a luat de-a lungul timpului nu au adus numai avantaje, întrucât se simțea greutatea menținerii unui imperiu atât de mare. La începutul secolului al VIII-lea umayyazii au fost nevoiți să găsească diverse soluții împotriva opozanților care au generat, în unele cazuri, revolte destul de mari. 

Califii umayyazi au considerat întotdeauna că reprezintă puterea absolută și că trebuie să dea socoteală doar în fața lui Dumnezeu. Opozanții acestora le-au negat legitimitatea la conducerea califatului, în termeni religioși. În urma coalițiilor diferitelor mișcări împotriva umayyazior și a unui război civil ce a izbucnit la sfârșitul anilor 740, puterea umayyazilor s-a prăbușit, urmând la conducere o nouă dinastie, cea a 'abbasizilor.

Tradiția istorică islamică are tendința de a-i privi cu dizgrație pe umayyazi, din cauza faptului că au fost respinși total de către shiiți și au fost mai mult sau mai puțin dezaprobați de către sunniți. Astfel, s-a creat imaginea că umayyazii nu au constituit un adevărat califat, ci mai degrabă un regat.

## Moscheea Omeiadă din Damasc
Moscheea Omeiadă din Damasc, construită între 705/706 și 715, a fost considerată una dintre minunile lumii islamice medievale. Califul omeiad Al-Walid I a sponsorizat construcția moscheii ce și-a însușit locul Catedralei creștine "Sf. Ioan", care la rândul ei înlocuise Templul lui Jupiter din Damasc. Unele coloane ale moscheii încă păstrează inscripții ce duc cu gândul la două etape total diferite ale construcției, cea de templu și cea de biserică.

Se păstrează până în ziua de astăzi detalii ale moscheii ce datează din secolul al VIII-lea, cu toate că de-a lungul istoriei edificiul a avut de suferit din pricina frecventelor distrugeri în urma incendiilor sau a reparațiilor ulterioare.

Biserica, ce datează în mod evident dintr-o perioadă preislamică, a fost demolată, însă au fost păstrați pereții exteriori masivi. Accesul în moschee avea loc prin trei porți impresionante dispuse pe pereții estic, vestic și sudic ai sanctuarului. Așezământul înconjurat de ziduri era constituit din moschee și grădinile sale, flancate din trei părți de arcade ce conduceau către o cameră de rugăciune lungă de aproximativ 120 m. Fațada acestei camere se deosebea printr-o intrare impresionantă asemănătoare vechilor basilici siriene și cu cele ale palatelor bizantine din Constantinopol. Camera de rugăciune era formată din trei nișe ce merg paralel cu peretele sudic, aliniat aproximativ cu Mecca. Culoarele erau împărțite în două părți egale de către un naos care se întindea de la fațada curții până la bolta ce precedă "mihrab"-ul. O intrare ascunsă din această încăpere ducea către palatul umayyad care sălășluia la sudul zidurilor.  
În forma sa originală, moscheea era decorată cu marmură sculptată aurită și benzi epigrafice. A fost înfrumusețată cu ajutorul mozaicului pe sticlă, rămășițele acestora (?) zugrăvind scene pastorale, clădiri etajate, pavilioane, poduri peste râuri sau copaci uriași.

Moscheile din întreaga lume au avut într-o oarecare măsură ca model Moscheea din Damasc. Caracteristicile sale au fost promotoarele arhitecturii moscheilor medievale din Siria și Jazira. În secolele XIII și XIV, moscheea a inspirat decorarea unor serii de monumente construite de sultanii mameluci din Egipt și Siria.

## Vezi și
islam

limba arabă

Lista califilor

Abbasizi